# Helenos
Helè o Helenos (en llatí Helenus, en grec antic Έλενος "Helenos") fou un príncep epirota fill del rei Pirros, i de la reina Lanassa, filla d'Agàtocles de Siracusa.
Encara molt jove va acompanyar al seu pare a l'expedició a Itàlia l'any 280 aC. Es diu que Pirros, davant dels seus primers èxits, volia establir al seu fill com a rei de Sicília, ja que com a net d'Agàtocles podia al·legar drets d'herència, segons diu l'historiador Justí, però l'adversa fortuna militar va fer impossible aquest projecte. Pirros va haver de sortir de Sicília i després d'Itàlia i el seu fill es va quedar a Tàrent amb Miló el comandant de la guarnició de la ciutat, la darrera sota control de Pirros a la península.
Aviat Pirros els va cridar als dos perquè anessin a l'Epir ja que s'obrien expectatives sobre el tron del Regne de Macedònia. El 272 aC Helenos va acompanyar al seu pare a l'expedició al Peloponès i després del fatal atac nocturn a Argos on va morir Pirros, va ser fet presoner per Halcioneu, fill d'Antígon II Gònates, que poc abans havia tingut una actuació salvatge amb el cos de Pirros, i ara va actuar mesuradament, seguint les ordres del pare i va retornar a Helenos a l'Epir amb les restes del rei mort. No torna a aparèixer a la història.